# Krywiatycze
Krywiatycze (dodatkowa nazwa w języku białoruskim Крывятычы) – wieś w Polsce położona w województwie podlaskim, w powiecie bielskim, w gminie Orla.
Według Pierwszego Powszechnego Spisu Ludności, przeprowadzonego w 1921 r., wieś liczyła 142 mieszkańców (72 kobiety i 70 mężczyzn) zamieszkałych w 26 domach. Wszyscy ówcześni mieszkańcy miejscowości zadeklarowali białoruską przynależność narodową oraz wyznanie prawosławne.
W latach 1975–1998 miejscowość administracyjnie należała do województwa białostockiego.
Prawosławni mieszkańcy wsi należą do parafii św. Michała Archanioła w Orli, a wierni kościoła rzymskokatolickiego do parafii Najświętszej Opatrzności Bożej w Bielsku Podlaskim.